# Cantone di Monthermé
Il Cantone di Monthermé era una divisione amministrativa dell'arrondissement di Charleville-Mézières.
A seguito della riforma approvata con decreto del 21 febbraio 2014, che ha avuto attuazione dopo le elezioni dipartimentali del 2015, è stato soppresso.

## Composizione
Comprendeva i comuni di:
- Bogny-sur-Meuse
- Deville
- Haulmé
- Les Hautes-Rivières
- Laifour
- Monthermé
- Thilay
- Tournavaux